# Фріц Габер
Фріц Габер (нім. Fritz Jakob Haber; 9 грудня 1868 — 29 січня 1934) — німецький вчений-хімік, лауреат Нобелівської премії з хімії 1918 року (за винахід промислової технології виробництва аміаку).

## Біографія
Фріц Габер народився в заможній єврейській сім'ї, його батько, Зікфрід Габер, був багатим торговцем у Бреслау (нині — Вроцлав, Польща). Його мати, Паула Габер, померла під час пологів. У 1877 році його батько одружився вдруге з Гедвігою Гамбургер, яка народила трьох дочок. Фріц здобув хімічну освіту в університетах Берліна, Бреслау і Гейдельберга. Свою суто наукову освіту він доповнив технологічною підготовкою у Вищій технічній школі, що була в передмісті Берліна — Шарлоттенбурзі.
Докторську дисертацію, виконану під керівництвом К. Лібермана, він захистив у 1891 році в Берлінському університеті.
У 1894 році Габер став асистентом у Вищій технічній школі в Карлсруе в Г. Бунте. Проведені Бунте дослідження газів визначили згодом напрями основних наукових інтересів Габера. Вже у 1898 році опубліковано його книжку «Нарис технічної електрохімії», яка показала, що молодий натураліст добре опанував основні положення цієї наукової галузі. У 1896 році Габер став приват-доцентом Вищої технічної школи; через дев'ять років була опублікована його велика робота «Термодинаміка технічних газових реакцій». Роки з 1895 по 1911 в Карлсруе сам Габер вважав найпліднішими в його науковій діяльності. У цей час він розробив фізико-хімічні основи багатотоннажного виробництва аміаку. За ці наукові досягнення Габер був удостоєний в 1919 році звання лауреата Нобелівської премії з хімії.

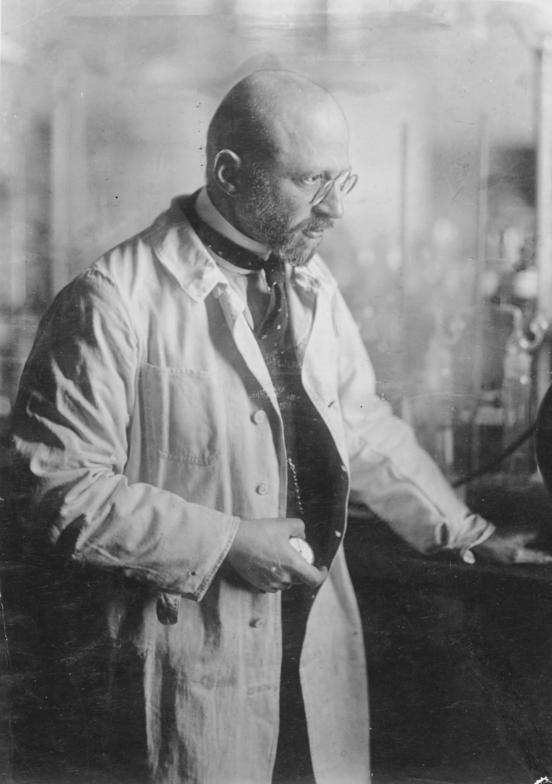
Фріц Габер у лабораторії, 1905 рік

У 1901 році молодий науковець одружився з Кларою Іммервар — вченою, яка закінчила університет у Бреслау й була першою жінкою, що захистила докторську дисертацію з хімії в цьому університеті. За рік у них народився син Герман. Того ж 1902 року, за значні досягнення в електрохімії, вюрцбурзький з'їзд Німецького Бунзенського товариства обирає Габера експертом зі збирання матеріалів і підготовки звіту за технічним та освітнім напрямами з розвитку хімії у Сполучених Штатах Америки. Габер жив у Америці близько 16 тижнів, відвідав 11 університетів і кілька найзначніших хімічних підприємств. У 1906 році Габер став наступником Ле Блана на посаді професора фізичної хімії Вищої школи в Карлсруе.
У 1911 році вченого запросили до Берліна на посаду директора Інституту фізичної хімії та електрохімії при Товаристві кайзера Вільгельма, яке незадовго до цього заснували. Основною мета товариства — поглиблення фундаментальних розробок. Спрямування цих досліджень значною мірою визначалося інтересами монополій, причому всі роботи, що проводилися в Інституті фізичної хімії, були поставлені на службу військової політики Німеччини. Попри те, що Гарбер не міг зійтися характером з багатьма своїми колегами, у 1913 році він не тільки знайомиться, але й стає близьким другом Альберта Ейнштейна.

## Перша світова війна
Габер вважав основним завданням вченого в період Першої світової війни віддати всі сили та здібності «на благо батьківщини». З початком війни Габер грає головну роль у розвитку газової зброї масового ураження та засобів захисту від хімічного отруєння, розробляє спосіб використання смертельного газу хлору і протигази з абсорбувальним фільтром; його призначають керівником хімічної служби німецьких військ.
Фріц Габер особисто навчав бійців газового підрозділу, як користуватися газовим балоном; під його керівництвом служили майбутні нобелівські лауреати Джеймс Франк, Густав Людвіг Герц і Отто Ган. 22 квітня 1915 року Німеччина провела масовану хлорну атаку на Західному фронті в Бельгії біля міста Іпр, випустивши за 17 години зі своїх позицій між пунктами Біксшуте і Лангемарк хлор з 5,730 балонів. Результатом битви біля Іпру, що тривав до середини травня, стало послідовне очищення від англійців і французів значної частини території Іпрського виступу. Союзники зазнали значних втрат — уражено 15 тисяч солдатів, з них 5 тисяч загинули. Газети того часу так писали про дію хлору на організм людини: «водяниста слизова рідина поступово заповнює всі легені, через що відбувається удушення, внаслідок якого люди вмирали протягом 1 або 2 днів». Ті, кому пощастило вижити, з бравих солдатів, яких з перемогою чекали вдома, перетворилися на сліпих калік зі спаленими легенями.
За успішне здійснення газової атаки проти союзних військ Габеру надали звання гауптмана резерву німецьких військ. Серед тих, хто не поділяв радість воєнних перемог країни та успіхів Габера, була його дружина Клара. Хоча вона й намагалася всіляко допомагати своєму чоловікові та навіть переклала англійською всі його роботи, захоплення Габера розробкою хімічної зброї вона вважала «огидним і варварським». У ту ніч, коли Фріц Габер вперше одягнув свій капітанський мундир і святкував перше застосування зброї масового знищення власного винаходу і своє підвищення, Клара покінчила життя самогубством. 2 травня 1915 вона взяла армійський пістолет чоловіка і натиснула на гачок в саду власного будинку. Закривавлену і вмираючу, її знайшов 13-річний син Герман. Габер не міг залишитися навіть на її похорон — за наказом німецького командування, він терміново виїхав наступного дня на східний фронт, для підготовки нової газової атаки під Болімувом (пол. Gmina Bolimów) проти російських військ.
У газовій атаці, проведеній проти росіян, Габер уперше застосував добавку до хлору — газ фосген, який на відміну від хлору, проникав крізь усі наявні тоді засоби захисту. Внаслідок цієї газової атаки отруєно 34 офіцери та 7140 солдатів (за іншими відомостями, отруєно близько 9000 осіб), з яких 4 офіцери та 290 солдатів померли. Габер був впевнений, що застосування газової зброї у війні гуманніше, ніж застосування конвенціональної зброї, оскільки це веде до коротших термінів самої війни. Проте за Період першої світової війни від газів загинули 92 000 солдатів і більш як 1 300 000 солдатів залишилися інвалідами. Після закінчення Першої світової війни союзники пред'являють Німеччині список з 900 воєнних злочинців, зокрема серед них — Фріц Габер.
Габер сховав уніформу хімічних військ власного винаходу, відростив бороду й переїхав до Швейцарії в Санкт-Моріц, де набув громадянство цієї держави. Але дуже скоро союзники, з незрозумілих причин, відкликали звинувачення проти Габера, і він повернувся до Німеччини.

## Післявоєнний період
Попри заперечення вчених країн Антанти, у 1919 році Фріцу Габеру вручають Нобелівську премію за «синтез аміаку зі складових його елементів», зарезервовану за ним ще рік тому. «Відкриття Габера, — сказав у своїй промові на презентації А. Г. Екстранд, член Шведської королівської академії наук, — видаються надзвичайно важливими для сільського господарства та процвітання людства».
Поразка Німеччини, самогубство першої дружини, засудження вченого англійськими, американськими та французькими колегами призвели його до важкої депресії; крім того, у нього розвинувся цукровий діабет. Попри це, він провів реорганізацію Інституту кайзера Вільгельма в Берліні в умовах жорстких обмежень, характерних для повоєнної Німеччини.
У 1919 році Німеччина починає секретну програму з розробки та виробництва хімічної зброї під керівництвом Фріца Габера. Щоб уникнути інспекції, заснованої Версальським договором, роботи над програмою переводяться у треті країни, в тому числі й до Радянського Союзу. 16 квітня 1922 під час Генуезької конференції в місті Рапалло (Італія) був укладений Рапалльський договір між РРФСР і Веймарською республікою. Він означав зрив міжнародної дипломатичної ізоляції більшовицької диктатури Росії. Договір передбачав негайне відновлення в повному обсязі дипломатичних відносин між РРФСР і Німеччиною. Сторони взаємно відмовлялися від претензій на відшкодування військових витрат і невійськових збитків і домовлялися про порядок врегулювання наявних розбіжностей. Обидві сторони визнали принцип найбільшого сприяння як основу їхніх правових та економічних відносин, зобов'язувалися сприяти розвитку їхніх торговельно-економічних зв'язків. Договір так само містив і секретну статтю про співпрацю у розвитку військової технології.
У січні 1923 році уповноважені представники Радянської Росії з'явилися в Берліні, щоб зробити значне замовлення на компоненти озброєнь і попросити фінансової допомоги у Німеччини. Росія дала згоду на будівництво заводів для виробництва забороненого озброєння та випробувань заборонених озброєнь на своїй території. Одразу ж після берлінської зустрічі, глава армійського артилерійського департаменту Отто Хассе викликав до себе Фріца Габера і запитав яка ймовірність розміщення підприємств з виробництва хімічної зброї в Росії та хто б міг очолити цей проєкт. Габер запропонував Дітриха Штольценберга. Надалі у своїй автобіографії, написаній в 1946 році, Володимир Іпатов, який обіймав в той час посаду завідувача Хімічного управління, а також голови Науково-технічного відділу (НТО), відзначив, що хімічна зброя в Радянському Союзі навряд чи б коли-небудь вироблялася без активної допомоги Штольценберга[джерело?].
Незабаром у Москві уклали таємну угоду про будівництво фабрики з виробництва смертельних газів. У спеціальних інструкціях, написаних Львом Троцьким і Михайлом Калініним, відзначено, що газова зброя, вироблена на цій фабриці, буде постачатися на рівних умовах як у Червону армію, так і в німецькі збройні сили, в обхід Версальського договору. Місце для будівництва цієї фабрики обрали в Самарі, а саме будівництво почалося негайно. До 1926 року планувалися ввести цехи з виробництва гірчичного газу, фосгену і хлору. За заслуги в розвитку газової зброї в Росії у 1932 році Габер стає почесним членом Академії наук СРСР.
Було ясно, що до початку виробництва газової зброї в СРСР пройде декілька років, а німецька армія хотіла мати її негайно. Тоді, за порадою Габера, лінії з виробництва хімічної зброї, демонтажу яких вимагали Англія і Франція, переобладнали на виробництво хімічних препаратів для дезінфекції, що не заборонено Версальським договором. Необхідні дослідження й розробки провели Габер і його інститут. Серед речовин, розроблених у ті дні Габеровським інститутом, став згодом відомий газ-інсектицид Циклон Б.
Після втечі від нацистів до Англії Габер працював протягом чотирьох місяців зі своїм колишнім помічником Вільямом Поупом у Кембриджському університеті. Потім хімік і майбутній перший президент Ізраїлю Хаїм Вейцман запропонував Габеру працювати в палестинському дослідному інституті Даніеля Сіффа в Реховоті (згодом перейменований в Науково-дослідний інститут імені Вейцмана). Але важка англійська зима різко погіршила здоров'я Габера. Він переніс серцевий напад, одужав і виїхав на запрошення в січні 1934 року.
Фріц Габер помер у віці 65 років, 29 січня 1934 року, під час зупинки на відпочинок у Базелі (Швейцарія). Згідно з його заповітом, його прах поховали разом із прахом його першої дружини Клари в Базелі, а всю його величезну бібліотеку передали в Інститут Даніеля Сіффа в Реховоті. Рік по тому, в першу річницю смерті вченого, понад 500 його колишніх студентів і колег знехтували нацистськими погрозами та зібралися в Інституті кайзера Вільгельма, щоб віддати данину поваги Фріцові Габеру.

## Нагороди

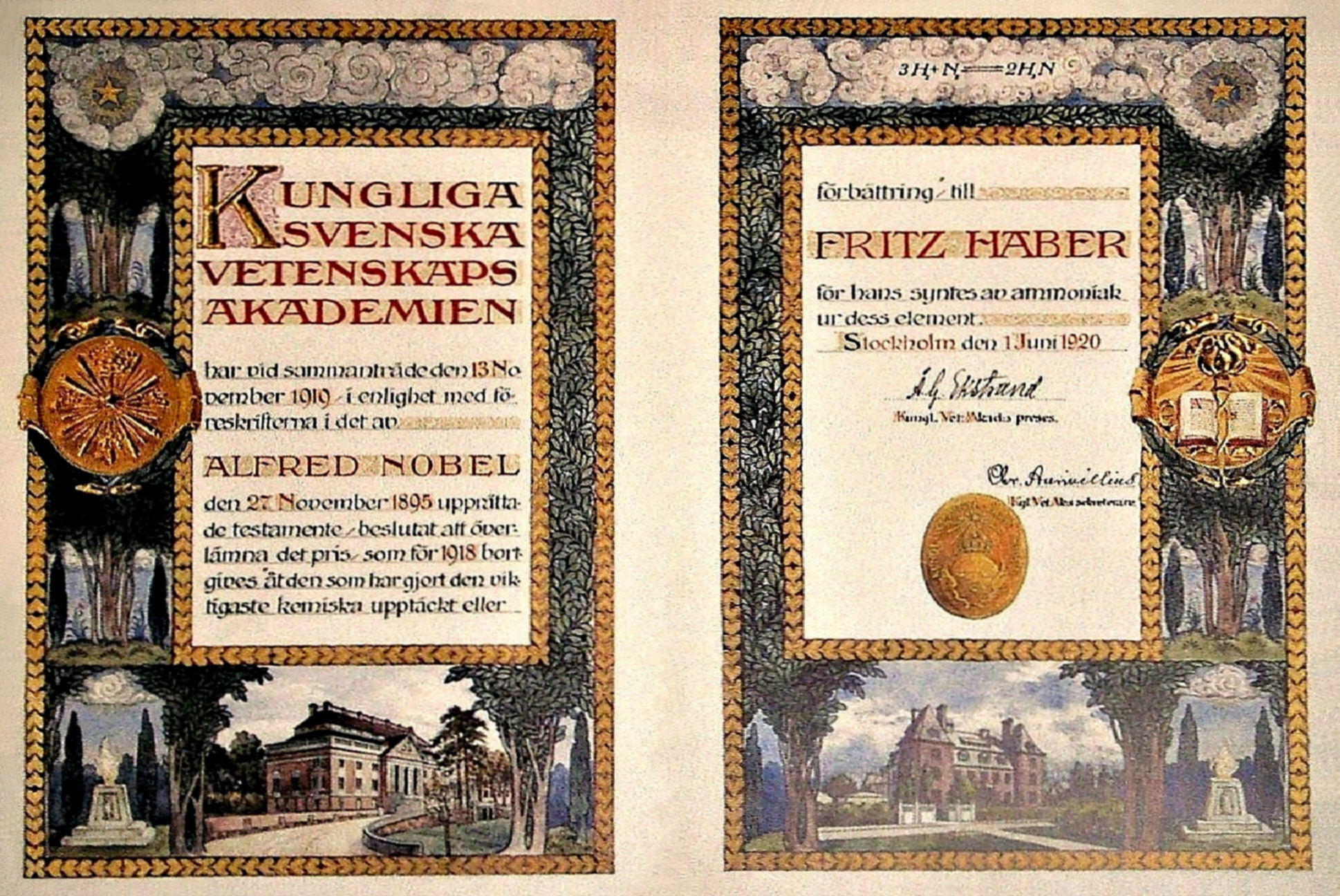
Нагородний диплом до Нобелівської премії.

- Медаль Лібіха (Німецьке хімічне товариство; 1914)
- Іноземний член Американської академії мистецтв і наук (1914)
- Залізний хрест
  - 2-го класу (28 лютого 1916)
  - 1-го класу (1917)
- Королівський орден дому Гогенцоллернів, лицарський хрест з мечами (1917)
- Почесний доктор медицини університету Галле (1917)
- Член-кореспондент Баварської академії наук (1917)
- Пам'ятна медаль групи армій «Кронпринц» (1917)
- Орден Корони (Пруссія) 3-го класу (30 серпня 1918)
- Член Геттінгенської академії наук
  - член-кореспондент (1918)
  - іноземний член (1927)
- Нобелівська премія з хімії (1918)
- Медаль Бунзена (Німецьке товариство фізичної хімії імені Бунзена; 1918) — нагороджений одночасно з Карлом Бошем.
- Президент Німецького хімічного товариства (1923)
- Медаль Гарнака (Товариство імператора Вільгельма; 1926)
- Медаль Вільгельма Екснера (1929)
- Почесний член Французького хімічного товариства (1931)
- Почесний член Англійського хімічного товариства (1931)
- Почесний член Лондонського товариства хімічної промисловості (1931)
- Медаль Румфорда (Американська академія мистецтв і наук; 1932)
- Іноземний член Національної академії наук США (1932)
- Почесний член Академії наук СРСР (1932)
- Члени ради директорів Міжнародного союзу теоретичної та прикладної хімії (1929/33)
  - віцепрезидент (1931)
- Медаль Гете за мистецтво і науку

## В культурі
30 вересня 2022 року шведський рок-гурт Sabaton випустив пісню «Father», присвячену Габеру як «батькові хімічної зброї».